# Sun Xiaoqian
Sun Xiaoqian (11 de agosto de 1996) es una deportista china que compite en judo. Ganó una medalla de bronce en el Campeonato Asiático de Judo de 2021, en la categoría de –70 kg.

## Palmarés internacional
| Campeonato Asiático | Campeonato Asiático | Campeonato Asiático | Campeonato Asiático |
| Año                 | Lugar               | Medalla             | Categoría           |
| ------------------- | ------------------- | ------------------- | ------------------- |
| 2021                | Biskek (Kirguistán) | Medalla de bronce   | –70 kg              |